# Sun City, Kansas
Sun City är en ort i Barber County i Kansas. Enligt 2020 års folkräkning hade Sun City 37 invånare.